# Пулемётное гнездо

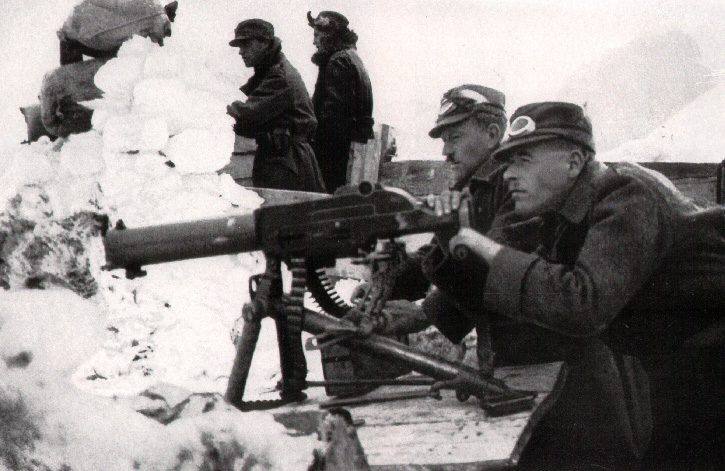
Пулемётное гнездо

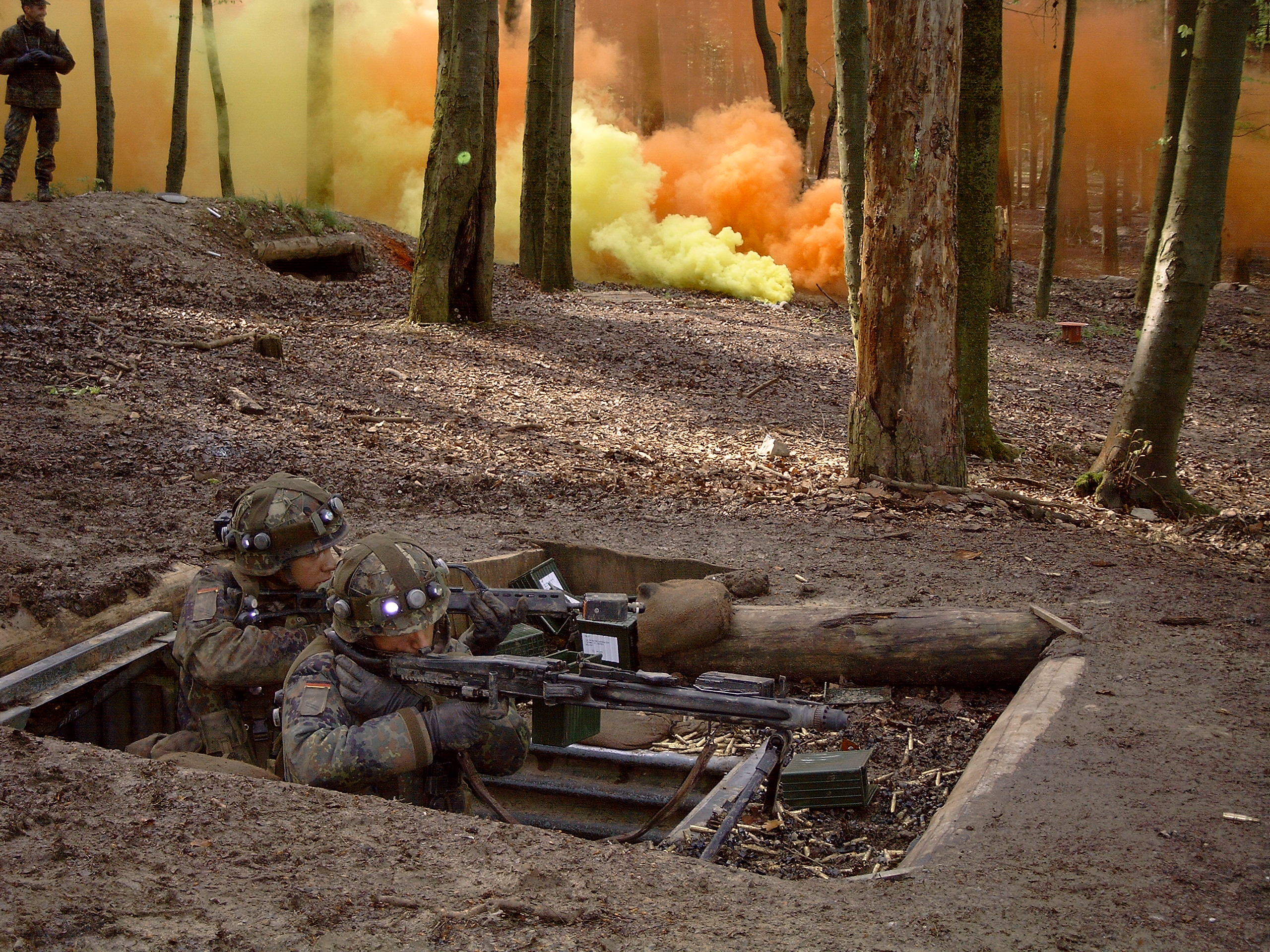
Пулемётное гнездо

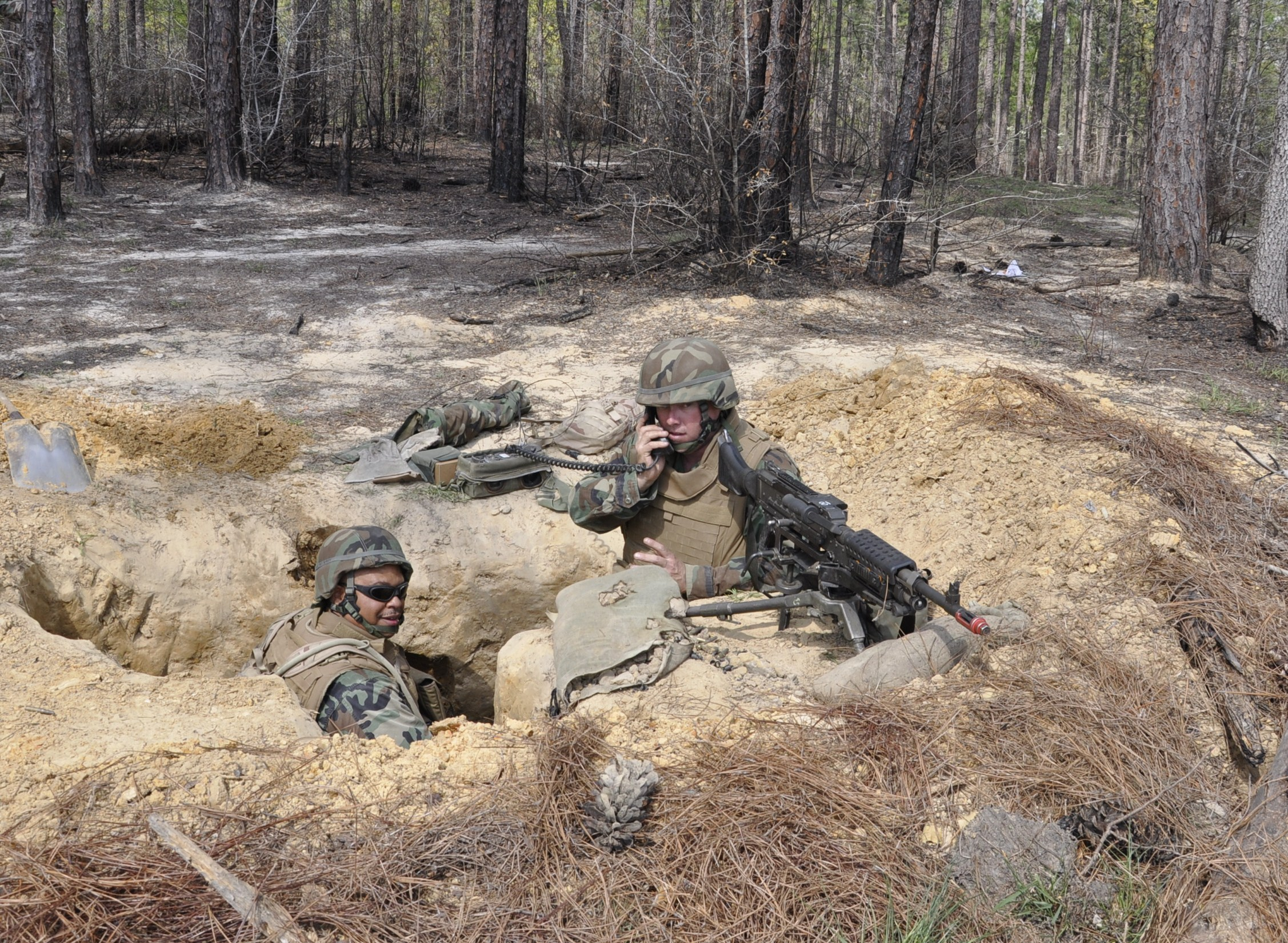

Пулемётное гнездо или Пулемётная точка — фортификационное сооружение (или окоп для пулемёта), созданное для установки пулемётной позиции, обычно хорошо замаскированное, имеющий лёгкое перекрытие, защищающее от осколков снарядов и шрапнели, и открытый с тылу.

## История
Термин уже применялся в Первую мировую войну.
Пулемётные гнёзда быстро возводятся, хорошо укрывают пулемёт и пулемётный расчёт от неприятельского огня, представляют собой небольшие цели и не препятствуют движению вперёд сквозь промежутки между ними.

... Германские войска исключительно целесообразно разместили свои пулемётные гнёзда, о наличии большинства опорных пунктов мы вообще ничего не знали. Немецкие пулемёты, сохраненные от наших снарядов, обеспечили невероятно плотный огонь на дальних подступах к траншеям, нанесли нам страшные потери. ...— «Мясник» Дуглас Хейг, английский генерал о «самой крупной катастрофе всех войн Великой Империи»
Пулемётные гнезда могут устраиваться в существующих зданиях, что особенно актуально в условиях уличных боёв.

## Сооружения
- Открытое пулемётное гнездо с укрытием-нишей[2][4];
- Лёгкое блиндированное пулёметное гнездо, простейший вид деревоземляных огневых точек (дзот)[4];
- Лёгкое рубленое пулемётное гнездо, простейший вид дзота[4].

## Техника
- Передвижное пулемётное гнездо (ППГ-1, танкетка) или «объект 217», СССР, 1940 год.